# Breest
Breest – dzielnica (Ortsteil) gminy Bartow  w Niemczech, w kraju związkowym Meklemburgia-Pomorze Przednie, w powiecie Mecklenburgische Seenplatte, w Związku Gmin Treptower Tollensewinkel. Do 8 czerwca 2024 samodzielna gmina.
W skład dawnej gminy wchodziły dwie dzielnice: Bittersberg i Klempenow.